# Новоиерусалимская
Новоиерусали́мская — железнодорожная станция Рижского направления Московской железной дороги в городе Истре Московской области. Входит в Московско-Смоленский центр организации работы железнодорожных станций ДЦС-3 Московской дирекции управления движением. По основному характеру работы является грузовой, по объёму работы отнесена ко 2 классу. Станция открыта в 1901 году.
Располагается на юго-западной окраине города Истры. Получила название по Новоиерусалимскому монастырю, находящемуся в городе в 1,7 км на северо-восток. Новый каменный вокзал был открыт в 1961 году.
Имеет одну высокую островную платформу и одну низкую для возможного приёма поездов дальнего следования, на которой до мая 1960 года останавливались все поезда дальнего следования сообщением Рига — Москва. Имеет железнодорожный вокзал с залом ожидания, кассой дальнего следования. На привокзальной площади находится автостанция Новый Иерусалим, от которой курсируют автобусы по западной половине Истринского района, продуктовые магазины, торговые ряды и салон связи.
Имеется большой грузовой двор. Является конечной станцией для части электропоездов. Со станции отправляются только электропоезда и грузовые составы. Пассажирское сообщение на Рижском направлении до станции Шаховская и Рижского вокзала, а также на Курском направлении до Тулы.
В 2019 году, в связи с запуском движения по линии МЦД-2, станция была определена как последняя станция зоны «Дальняя» (в сторону от станции Нахабино).